# Зорничка
Зорничка (свк. Zornička (Даница)) jе била словачки часопис за децу који је излазио од 1925. до 1927. у Старој Пазови.

## Историјат
Издавач часописа био је Чехословачки савез у Краљевини Срба, Хрвата и Словенаца, а штампала га је Словачка деоничарска штампарија у Бачком Петровцу.
Зорничка је излазила месечно током школске године, а одговорни уредник био је учитељ Фердинанд Клаћик. Цена појединачног броја износила је 2,50 динара, потом 2 динара, а годишња претплата 25, односно 20 динара.
Странице су биле нумерисане према годиштима, а не према бројевима. Циљ часописа био је поучавање деце тамо где није било словачких школа и надограђивање образовања тамо где су школе постојале.
Зорничка је објављивала приче и песме за децу, дечје цртеже и њихове литерарне радове, загонетке те краће историјске приче из историје Чеха и Словака, чешке и словачке мањине у Краљевини СХС те јужнословенских народа. Часопис је имао сталне рубрике Žarty (Шале) и Hádanky (Загонетке) те је, осим илустрација, објављивао и фотографије народних ношњи. Због великих трошкова издавања и недостатка претплатника, задњи број је изашао у јуну 1927. године, након чега је часопис угашен.